# Giuseppe Cuzzi
Giuseppe Cuzzi (Suna, 12 agosto 1839 – Pallanza, 20 giugno 1923) è stato un avvocato e politico italiano.

## Biografia
Avvocato con studio legale a Pallanza è stato consigliere comunale e sindaco di Suna, consigliere provinciale e membro della Giunta provinciale amministrativa a Novara, consigliere comunale di Pallanza. Deputato per tre legislature, nominato senatore a vita nel 1912.